# Beinn Mholach
Beinn Mholach är ett berg i Storbritannien.   Det ligger i kommunen Perth and Kinross och riksdelen Skottland, i den norra delen av landet, 600 km norr om huvudstaden London. Toppen på Beinn Mholach är 840 meter över havet.
Terrängen runt Beinn Mholach är huvudsakligen kuperad. Trakten runt Beinn Mholach är nära nog obefolkad, med mindre än två invånare per kvadratkilometer. Omgivningarna runt Beinn Mholach är i huvudsak ett öppet busklandskap.